# Якимович, Николай Кондратьевич
Никола́й Кондра́тьевич Якимо́вич (3 марта 1919, Полтавка, Никольск-Уссурийский уезд, Приморская область, РСФСР — 12 февраля 2002, Уссурийск, Приморский край, Россия) — советский офицер-танкист, Герой Советского Союза (1945), участник Великой Отечественной войны в должности командира танкового взвода 181-й танковой бригады 18-го танкового корпуса 53-й армии 2-го Украинского фронта.

## Биография

### Ранние годы
Николай Якимович родился 3 марта 1919 года в селе Полтавка, ныне посёлок Октябрьского района Приморского края, в семье рабочего. После окончания полной средней школы (10 классов) и педагогического училища (2 курса), работал учителем начальных классов, затем токарем в Уссурийске.
В Красной Армии с 1939 года.

### В годы Великой Отечественной войны
Участник Великой Отечественной войны с июня 1941 года. Поначалу воевал в пехоте, затем был направлен в Саратовское танковое училище, которое окончил в 1943 году.
Командир танкового взвода 181-й танковой бригады (18-й танковый корпус, 53-я армия, 2-й Украинский фронт) младший лейтенант Н. К. Якимович отличился 8 октября 1944 года, при форсировании реки Тисы (возле города Сентеш, Венгрия). Прорвавшись на танке в район переправы противника через реку, в течение нескольких часов вёл бой с противником, стремившимся обеспечить отход своих колонн. В ходе боя было уничтожено 3 танка, 5 орудий, 12 автомашин, значительное количество солдат и офицеров противника. В этом бою Н. К. Якимович был тяжело ранен.
Указом Президиума Верховного Совета СССР от 24 марта 1945 года младшему лейтенанту Н. К. Якимовичу присвоено звание Героя Советского Союза.

### Послевоенные годы
С 1946 года лейтенант Якимович Н. К. — в запасе. Жил в Уссурийске. В 1952 году окончил Приморскую краевую партийную школу. Работал в строительных организациях. Умер 12 февраля 2002 года.

## Память
- Похоронен в почётном секторе городского кладбища (улица Русская) города Уссурийска.
- Имя Якимовича Н. К. носит одна из улиц Уссурийска[1].

## Награды и звания
- Медаль «Золотая Звезда» Героя Советского Союза (24.03.1945; № 7331);
- орден Ленина (24.03.1945; № 38882);
- орден Отечественной войны I степени (11.03.1985);
- два ордена Красной Звезды (18.09.1944, …);
- медали;
- почётный житель Уссурийска (1994);
- почётный строитель.

## Прочие факты
На фронтах Великой Отечественной войны сражались 1746 приморских учителей и тысячи учеников. Четыре учителя — А. П. Мин, Н. П. Пустынцев, Б. С. Сидоренко, Н. К. Якимович и 44 бывших учащихся довоенных и военных лет из городов и сёл края удостоены звания Героя Советского Союза. Половина из них награждены посмертно.